# Chelsea FC (Namibia)
Der Chelsea Football Club (meistens nur Chelsea) ist ein Fußballverein aus Grootfontein in Namibia. Er spielte zu Zeiten Südwestafrikas Ende der 1980er Jahre in der höchsten nationalen Spielklasse, der Namibia National Soccer League.
Nach dem vierten Platz in der ersten Saison 1985 wurde die Verein ein Jahr später Fußballmeister. In der Saison 1988 stieg die Mannschaft als Tabellenletzter ab. In den Saisons 1999 und 2000 der Namibia Premier League war der Verein wieder erstklassig, stieg aber im Jahr 2000 erneut als Letzter ab.
1986 und 1988 unterlag der Chelsea FC jeweils im Finale des Metropolis Cup. Im namibischen Pokalwettbewerb spielte Chelsea 2013 als Drittligavertreter der Region Otjozondjupa und schied in der zweiten Runde aus.

## Erfolge
- 1986: Meister Südwestafrikas/Namibias